# Siglo de Pericles

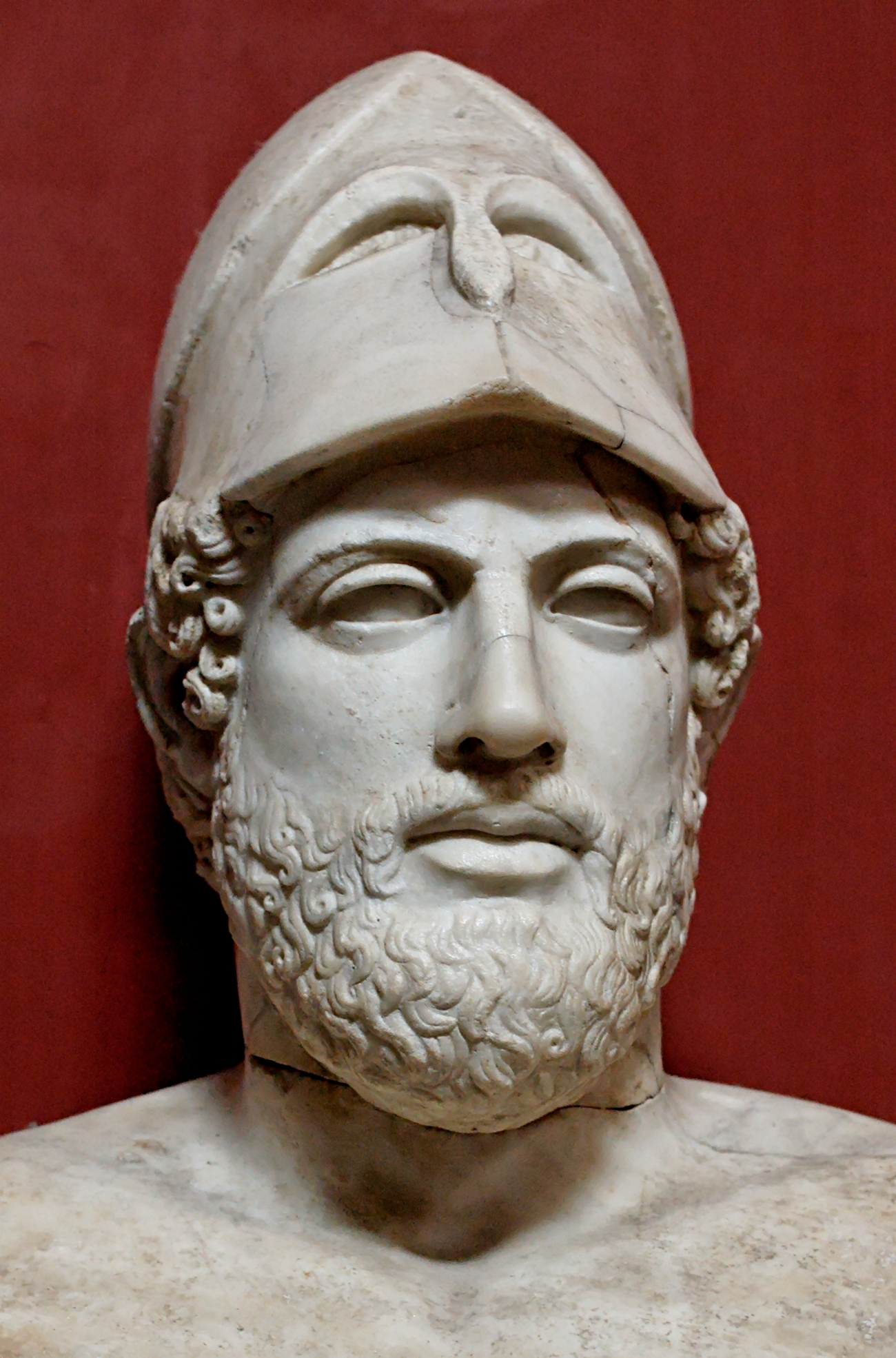
Pericles

Siglo de Pericles (en griego, Χρυσός Αιώνας του Περικλή) es el término con el que se designa a un período de la historia de Atenas dentro del siglo V a. C. en el que alcanzaron su apogeo diversas manifestaciones culturales. Pericles ―estratega, político y orador ateniense― supo rodearse de las personalidades más destacadas del momento, hombres excelentes en filosofía, arquitectura, escultura, historia, literatura, etc. Fomentó las artes y las letras y dio a Atenas un esplendor que no se repitió a lo largo de su historia. Realizó también grandes obras públicas y mejoró la calidad de vida de los ciudadanos. De ahí que esta importante figura histórica haya legado su nombre al Siglo de Oro ateniense, cenit de la Grecia clásica.

## Delimitación histórica
En la obra Le voyage du Jeune Anacharsis en Grèce del abate Jean-Jacques Barthélemy, a fines del siglo XVIII, el autor distingue el Siglo de Solón (630-490 a. C.), el Siglo de Temístocles (490-444 a. C.) y el Siglo de Pericles (444-404 a. C.). Otros autores posteriores han propuesto otras fechas para acotar el siglo de Pericles: entre 480 y 404 a. C.; entre 462 y 429 a. C.; entre 479 y 431 a. C. e incluso hay quien lo identifica con todo el siglo V a. C.

## Gobierno
En este período las decisiones militares y de política exterior eran decididas principalmente por 10 estrategas (o generales) que eran elegidos cada año, por las diez tribus de ciudadanos y cuyo comandante supremo rotaba diariamente. Estos  estrategas tenían tareas que incluían planear las expediciones militares, recibir a enviados de otras ciudades-estado y dirigir los asuntos diplomáticos. Durante el período en que Efialtes fue jefe del partido demócrata, Pericles fue su ayudante. A Efialtes le asesinaron sus enemigos personales y fue entonces cuando le sustituyó Pericles, a quien en el año 445 a. C. nombraron estratego, cargo en el que se mantuvo hasta su muerte en el 429 a. C., siempre por elección popular de la Asamblea.
Pericles fue un gran orador, cualidad que le permitió obtener éxito con su palabra en la Asamblea, exponiendo su visión de la política. Uno de sus mayores aciertos fue conseguir que se permitiera el acceso a los cargos de funcionario público a los ciudadanos atenienses llamados tetes (o thetés), que eran aquellos que carecían de riquezas. Otro gran acierto de su gobierno fue la institución de la mistoforia (μισθoφoρια, que significa literalmente ‘función asalariada’); es decir, un salario especial para los ciudadanos funcionarios que asistieran a la Asamblea. De esta manera estos ciudadanos no perdían nada aunque se tuvieran que dedicar por completo a estos cargos públicos. Con este sistema logró Pericles que la Asamblea estuviera siempre llena de asistentes. Como gobernador de Atenas consiguió que esta ciudad llegara a ser la primera y la más importante del mundo griego, adquiriendo unas instituciones democráticas.
El pueblo soberano se gobernaba a sí mismo, sin intermediarios, decidiendo los asuntos de Estado en la Asamblea. Los ciudadanos atenienses eran libres y solo debían obediencia a sus leyes y respeto a sus dioses. Se consiguió la igualdad de palabra en la Asamblea. No desapareció las clases censoriales, pero su poder fue más limitado; repartían los cargos fiscales y militares, pero les era imposible distribuir los privilegios.
El principio de igualdad otorgado a todos los ciudadanos llevaba en sí el riesgo del fraude, ya que muchos de ellos eran incapaces de ejercer los derechos políticos debido a su extrema pobreza o ignorancia. Para evitar esto, la democracia ateniense se aplicó la tarea de brindar su ayuda a los más necesitados de esta manera:
- Concesión de salarios a los funcionarios públicos.
- Buscar y proporcionar trabajo a los pobres.

- Otorgar tierras a los campesinos desposeídos.
- Asistencia pública para las personas con discapacidad, huérfanos e indigentes.
- Entre otras ayudas sociales más.

El cumplimiento de estas normas debió hacerse en gran medida, pues nos ha llegado el testimonio (entre otros) del historiador griego Tucídides (aprox. 460 a. C.-400 a. C.), que comenta: «Todo aquel que es capaz de servir a la ciudad no encuentra impedimento alguno, ni la pobreza, ni la condición ciudadana».

## Instituciones

### Los magistrados
Los magistrados eran aquellas personas que ocupaban un cargo público, quienes formaban la Administración del Estado; estaban sometidos a un riguroso control popular. Los magistrados eran elegidos a suerte, por el sistema de las habas. Se disponía de unas habas blancas y otras negras y según el haba que la persona sacase de la caja, así obtenía o no el cargo. Era una forma de eliminar toda influencia de las personas ricas y las posibles intrigas. Solo había dos cargos que no eran elegidos por este sistema, sino por la Asamblea del pueblo: el de estratega (general) y el de magistrado de las finanzas. Se suponía que para ejercer estos dos cargos había que tener unas determinadas e importantes cualidades. Los cargos de los magistrados no duraban más de un año en la misma persona, incluidos los estrategas, por eso el nombramiento de Pericles año tras año constituye una excepción. Al cabo del año cada magistrado tenía que dar cuentas de su administración y en qué estado quedaba el patrimonio.
Los magistrados más honorables eran los antiguos arcontes polemarcos, que en el pasado fueron los jefes de la ciudad ateniense y que en el siglo de Pericles perdieron su gran influencia y poderío. Eran quienes presidían los tribunales.
Los estrategos (generales) fueron los magistrados más importantes por su labor como militares, marinos y diplomáticos. Los elegía siempre la Asamblea del pueblo en número de 10.
Había también más de 40 funcionarios de la hacienda, así como más de 60 policías, encargados de la vigilancia de las calles, del mercado, de los pesos y medidas, como también de la verificación de los arrestos y las ejecuciones.

### Asamblea del pueblo
La Asamblea (en griego decían εκκλησια, ekklesía, es decir, asamblea por convocación) fue el primer órgano de la democracia. En teoría se debían reunir en asamblea todos los ciudadanos de Atenas, pero el número máximo que se llegó a congregar se estima en 6000 participantes. El lugar de reunión era en un espacio situado en la colina llamada Pnyx, frente a la acrópolis. Las sesiones duraban a veces desde el amanecer al atardecer. Se reunían con una frecuencia de 40 veces al año.
La Asamblea decidía las leyes y los decretos que eran propuestos, pero apoyándose siempre en las leyes antiguas que llevaban un buen tiempo en vigor. Los proyectos de ley se votaban en dos etapas; primero decidía la propia Asamblea y después el Consejo o Boulé, que era quien definitivamente daba el visto bueno.

### Consejo o Bulé
El Consejo o Bulé estaba formado por 500 miembros, 50 por cada una de las tribus. Estas personas eran elegidas sacando sus nombres al azar, por el sistema de las habas descrito anteriormente. De ahí que se les diera familiarmente el nombre de «consejeros del haba»; oficialmente eran conocidos como pritanos (prytanes, πρυτανις, que significa ‘jefe’ o ‘maestro‘).
Los consejeros examinaban y estudiaban los proyectos de ley y, además, vigilaban a los magistrados y se ocupaban de que los detalles de la administración cotidiana fueran por el buen camino, así como de los asuntos exteriores. Este organismo era como una prolongación de la Asamblea.
Se reunían también en la colina Pnyx, en un lugar expresamente preparado para el evento. Los 50 pritanos en ejercicio se sentaban en unas gradas talladas en roca. Había dos plataformas de piedra a las que se accedía por medio de una pequeña escalinata de tres peldaños. En la primera plataforma se situaban los secretarios y amanuenses. En la segunda se encaramaba el orador.

## Las finanzas

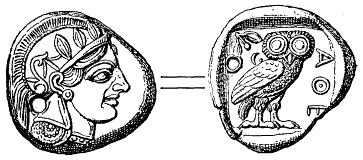
Reproducción de un tetradracma ateniense con la efigie de Palas Atenea —protectora de la ciudad— en el anverso, y su mochuelo (Athene Noctua) —símbolo de la sabiduría— en el reverso (circa 490 a. C.).

Los recursos económicos del Estado no eran demasiado holgados. Toda la grandeza de Atenas en el Siglo de Pericles (obras públicas, esculturas, etc.) no habrían podido llevarse a cabo sin el gran recurso del tesoro de la Confederación de Delos.
Otros ingresos menores provenían de los derechos de aduana y de las multas. En tiempo de guerra se agregaba un impuesto especial que debían pagar los ciudadanos ricos. Estos tenían a su cargo de manera permanente otros impuestos que beneficiaban a la ciudad; era el llamado «sistema de liturgias». Debían pagar para llevar a cabo la construcción y mantenimiento de las naves trirremes que tanto poder naval dieron a Atenas, así como pagar y mantener un coro necesario para las grandes celebraciones religiosas.

## Vida cotidiana
Los atenienses vivían modestamente y sin grandes lujos. Eran muy pocas las grandes fortunas. La economía se basaba sobre todo en el comercio marítimo. En importancia incluía la agricultura, pero la producción era insuficiente para el consumo de la población y se veía obligada a importar el género alimentario. Existía, además, una industria artesanal de productos de calidad, muy solicitada tanto por los mismos como por los extranjeros.
El Estado se ocupaba de ofrecer al pueblo las grandes fiestas religiosas. La más importante era la fiesta de las Panateneas ofrecida a la diosa Atenea, una procesión ritualista, celebrada en mayo cada año y en julio cada cuatro años, en la que el pueblo presentaba a los dioses el nuevo velo (llamado peplo, del griego πέπλος, péplos) que sería ofrecido a la antigua estatua de Atenea Poliade, hecha en madera. Fidias inmortalizó en el friso del Partenón esta procesión de las panateneas. En la actualidad (siglo XXI) se conservan en el Museo Británico. En las panateneas de julio, celebradas cada cuatro años (Magnas Panateneas), se organizaban grandes competiciones con pruebas gimnásticas e hípicas y los vencedores recibían como premio unas ánforas llenas de aceite obtenido de olivos sagrados. La otra fiesta importante era la que se celebraba en honor del dios Dioniso.

### Cultura
La educación del niño comenzaba en la propia casa hasta los siete años en que tenían que acudir a la escuela. En la institución tenían varios maestros, encargados de enseñar lectura y escritura, cálculo matemático y música. Los niños tenían, además, obligación de asistir a las clases de educación física, donde se les iba preparando para un futuro servicio militar por medio de la lucha, las carreras, el salto y la gimnasia. A los 18 años se unía  para servir en el ejército y aprendían a manejar las armas. Educación física era muy intensa y muchos de los muchachos acababan los estudios siendo verdaderos atletas. Además de estas enseñanzas obligatorias tenían la oportunidad de conversar y aprender de los grandes filósofos, gramáticos y oradores.

### Papel de la mujer
La mujer se dedicaba únicamente al cuidado del hogar. Las casas de las familias acomodadas tenían un lugar especial para ellas llamado gineceo, donde acostumbraban a pasar el día junto a sus sirvientas y sus hijos pequeños. 
Sin embargo, existían las heteras, que eran mujeres que recibían una educación esmerada para satisfacer a los hombres con conversaciones más elaboradas y menos familiares, entre éstas destacó Aspasia de Mileto, de quien se dice que era amiga de Pericles y llegó a debatir con el mismo Sócrates.

## Bellas artes

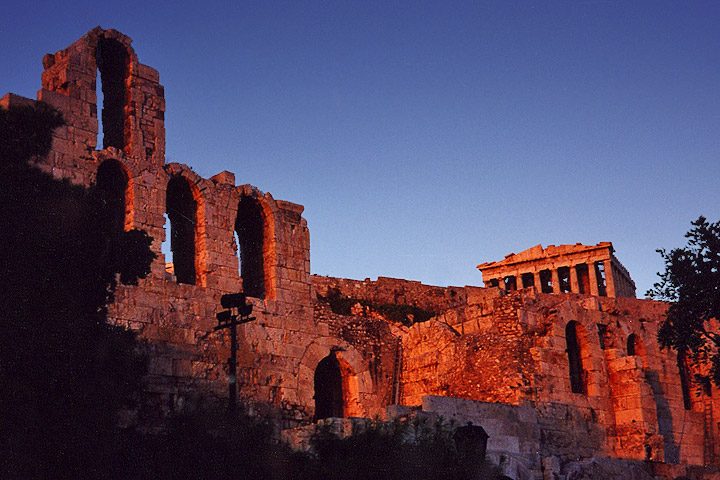
Vista de la Acrópolis.

Los historiadores consideran que el siglo de Pericles fue el Siglo de Oro de la escultura y la arquitectura. En este período, los elementos decorativos y la técnica empleada no variaron en absoluto respecto del anterior; lo que le caracteriza es la cantidad de obras ejecutadas y el refinamiento, incluso la perfección en los trabajos realizados. Se trata de obras de carácter religioso. He aquí algunos ejemplos que mejor pueden representar este período:
- Reconstrucción del templo de Zeus en Olimpia.
- Reconstrucción del templo de Apolo en Delfos, que había sido destruido por un terremoto.
- Construcción de la Acrópolis, la ciudad de los mármoles para gloria de los dioses. El lugar había sufrido un incendio provocado por los persas y se encontraba en ruinas desde hacía más de 30 años. Pericles impulsó su reconstrucción a lo grandioso, con mármol blanco traído de la cercana y famosa cantera del Pentélico. Se formó un equipo con los mejores arquitectos, escultores y obreros atenienses. Los ciudadanos de Atenas tuvieron asegurado el trabajo durante más de 20 años gracias a esta gran empresa. Fue el conjunto monumental más vasto y perfecto de la historia del arte griego y pudo llevarse a cabo gracias a la financiación de los tesoros de la Liga de Delos.

### Algunos escultores
Se considera a Fidias como el más grande de todos ellos. Es el autor de dos inmensas estatuas crisoelefantinas (se llaman así por estar compuestas de marfil, generalmente cara y manos, y de planchas de oro; de chrysós: ‘oro’) que fueron muy celebradas y admiradas en su tiempo: Atenea, situada en el interior del Partenón, cuyo resplandor llegaba hasta los fieles a través de las puertas abiertas, y Zeus en el Santuario de Olimpia, considerada en su época y en épocas posteriores como una de las maravillas del mundo. Los atenienses aseguraban que después de haber contemplado esta estatua era imposible sentirse desgraciado luego.
Según la Historia natural de Plinio, para poder conservar el marfil de estas esculturas, se colocaban en los templos recipientes con aceite para que el marfil no se agrietase.
Los otros grandes escultores de este siglo fueron Mirón y Policleto.

### Cerámica
Durante este siglo, la producción de piezas de cerámica fue muy abundante. Las piezas que se han conservado, todas cualitativamente altísimas, son el testimonio de la categoría de unos artistas que trabajaban minuciosamente y dedicaban el tiempo necesario a cada objeto. Son, además, el indicio de que existía una clientela dentro y fuera de Grecia muy exigente en cuanto a perfección y terminación de la obra.
Se sabe, asimismo, que hubo muchos y muy buenos pintores, pero sus obras se han perdido, tanto los frescos como los cuadros.

### Teatro
El teatro alcanzó su gran apogeo en el siglo V a. C. Pericles lo impulsó y favoreció con una serie de medidas prácticas y económicas. Las familias más ricas tenían la obligación de cuidar y sostener los coros y los actores. De esta manera Pericles se ocupaba de mantener la tradición, según la cual las piezas de teatro servían para educar moral e intelectualmente al pueblo.
Atenas llegó a ser la gran ciudad del teatro griego. Hasta ese siglo existían solamente teatros levantados en piedra, pero en el siglo de Pericles se organizaban las representaciones en unos teatros provisionales, hechos de madera, que solo se mantenían los diez días que duraban las representaciones. Estas sesiones se daban durante ocho horas seguidas y eran una especie de concurso que tenía su jurado encargado de proclamar un vencedor. Los mejores escritores dramáticos de la época acudían a estos certámenes y estrenaban allí sus obras. El decorado de estos teatros era muy simple. Debían actuar, como máximo, tres actores poseedores de la máscara que les identificaba con el personaje que representaban. Acompañaban a los actores un coro y un conjunto de recitadores.
Los principales autores teatrales de esta época fueron Esquilo, Sófocles, Aristófanes y Eurípides.

### Pensadores y escritores eminentes
Demócrito (c. 460 a. C.-370 a. C.) fue quizás el más interesante de todos, con su teoría atómica del Universo (lo imaginó como una inmensa combinación de átomos).
En la segunda mitad del siglo V a. C. se dio el nombre de sofistas (del griego sophi: experto, maestro, hombre de sabiduría) a los maestros que daban instrucción sobre diversas ramas científicas y artísticas a cambio de un salario.
En este siglo, Atenas fue la «escuela de Grecia». Pericles y su esposa Aspasia tuvieron como huéspedes no solo a grandes hombres atenienses, sino a importantes personajes forasteros, los más cultivados de la Hélade (nombre de Grecia antiguamente) y de fuera. Frecuentaron su casa el filósofo Anaxágoras, el historiador Heródoto y el arquitecto Hipódamo de Mileto, responsable de la reestructuración de El Pireo.
Heródoto (484–425 a. C.), describió las guerras médicas y Tucídides (460-395), dejó escrita la obra más grande de la Antigüedad: Historia de la Guerra del Peloponeso.
Atenas fue también la capital de la elocuencia. Desde finales del siglo V a. C., la elocuencia se elevó a la categoría de arte. Existían los así llamados 'logógrafos', autores de discursos y creadores de un nuevo género literario, caracterizado por la claridad y pureza del lenguaje. Llegó a ser una profesión lucrativa. Se sabe que el logógrafo Lisias (460-380 a. C.) se hizo de enorme fortuna gracias a su profesión.

## Fin del siglo de Pericles
Pericles había gobernado Atenas a lo largo del siglo V a. C., haciéndole alcanzar a la ciudad un nivel de sofisticación, rara vez visto en la historia de la humanidad. En el régimen interno todo marchaba bien, pero el descontento de las ciudades de la Confederación de Delos iba en aumento. La política exterior seguida por Atenas no dio los mejores resultados; los miembros de la Liga estaban bastante descontentos. Atenas era la ciudad-estado que dominaba y subyugaba al resto de Grecia, los ciudadanos sometidos querían la independencia.
Con anterioridad, en el 550 a. C., se había fundado una liga similar entre las ciudades del Peloponeso (Liga del Peloponeso), dirigida y dominada por Esparta. Aprovechando el descontento general de las ciudades griegas, la Liga del Peloponeso empezó a enfrentarse a Atenas. En el año 431 a. C. se desató una serie de guerras cruentas como no las había tenido Grecia en siglos pasados. El casus belli fue que la isla de Corcira (Corfú) tenía una disputa con Corinto, ciudad aliada de Esparta, y Atenas ofreció ayuda a dicha isla. Así comenzó la guerra del Peloponeso, su duración de 27 años. La mayoría de las ciudades griegas entraron en el conflicto aunque el peso de la guerra recayó sobre las dos ciudades rivales: Atenas y Esparta. Atenas mostró su superioridad por mar, mientras que Esparta la demostró por tierra. Los espartanos invadieron el Ática, territorio perteneciente a Atenas. Pericles tuvo que proteger a su gente detrás de las grandes murallas, la hacinación y condición higiénica desencadenó una epidemia de peste, a causa de la cual se cobró la muerte de miles de personas, entre ellas el propio Pericles (429 a. C.).
A Pericles no le sustituyó ningún gran estadista que hubiera podido continuar su labor. Nicias y Cleón pasaron sin pena ni gloria; más tarde el político y general Alcibíades (sobrino de Pericles) llevó una política poco afortunada, entre guerras contra Esparta y traiciones a Atenas, su ciudad. Fue ensalzado y destituido del mando varias veces, refugiándose finalmente en Frigia, muriendo asesinado más tarde.
La devastadora guerra del Peloponeso, dio la victoria a Esparta a fines del siglo V a. C. haciendo estragos en Atenas, que perdió definitivamente su hegemonía.